# Flux gènic
El flux gènic o migració gènica és la transferència d'al·lels de gens entre diferents poblacions d'una espècie.
La immigració o emigració d'una població pot provocar canvis significatius en les freqüències al·lèliques (proporció d'exemplars que tenen una variant determinada d'un gen). La immigració també pot afegir noves variants genètiques al patrimoni gènic d'una espècie o població determinada.
Hi ha una sèrie de factors que afecten la velocitat del flux gènic entre poblacions diferents. Un dels més importants és la mobilitat, car un exemplar de major mobilitat tendeix a tenir un potencial migratori superior. Els animals tendeixen a ser més mòbils que les plantes, tot i que el pol·len i les llavors poden ser transportats grans distàncies per animals o el vent.
Un flux gènic persistent entre dues poblacions també pot desembocar en la combinació dels seus patrimonis gènics i així reduir-ne la divergència genètica. Per tant, té un impacte significatiu contra l'especiació per mitjà de la recombinació dels patrimonis gènics dels grups, que compensa les diferències en la variació genètica que haurien causat una especiació completa i la creació d'una espècie filla.